# 2-я улица Машиностроения
Втора́я у́лица Машинострое́ния — улица на границе района Печатники и Южнопортового района Юго-Восточного административного округа города Москвы. Открыта в 1952 году.
Расположена между Велозаводской улицей и Волгоградским проспектом. Пересекает Шарикоподшипниковскую улицу. Проходит параллельно Третьему транспортному кольцу и Малому кольцу Московской железной дороги.
Названа по находящимся неподалёку промышленным предприятиям.

## Расположение
Вторая улица Машиностроения начинается от Велозаводской улицы, возле Велозаводского рынка. На этом участке улица односторонняя (в другую сторону ведет параллельный участок Третьего транспортного кольца). Затем становится двусторонней, однако всё ещё однополосной. Около дома № 17 пересекается Шарикоподшипниковской улицей и с этого момента становится четырёхполосной. Вторая улица Машиностроения заканчивается пересечением с Волгоградским проспектом.

## Транспорт

### Ближайшие станции метрополитена и МЦК
- Станция Дубровка Московского центрального кольца — в 300 метрах от пересечения с Шарикоподшипниковской / Южнопортовой улицами.
- Станция Угрешская Московского центрального кольца — в 400 метрах от конца улицы.
- На Шарикоподшипниковской улице, в 400 метрах от пересечения с Второй улицей Машиностроения находится станция метро «Дубровка».
- На Волгоградском проспекте, в 800 метрах от пересечения с Второй улицей Машиностроения находится станция метро «Волгоградский проспект».

### Наземный общественный транспорт
Автобусы м89, т38.
У пересечения 2-й улицы Машиностроения с Шарикоподшипниковской улицей располагается трамвайное кольцо «2-я улица Машиностроения» с конечной остановкой маршрута 12.

## Примечательные здания и организации
На улице, неподалёку от Велозаводской эстакады, расположен Велозаводский рынок.